# Боевая живучесть летательных аппаратов
Боевая живучесть (БЖ) — способность летательного аппарата (ЛА) выполнять поставленную боевую задачу в условиях огневого противодействия противника. Является антиподом уязвимости и достигается использованием живучих при боевых повреждениях элементов конструкции, систем и агрегатов, дублированием и резервированием жизненно важных систем, использованием экранирующих свойств конструкции, аппаратуры и топлива, обеспечением взрыво- и пожаробезопасности ЛА, снижением потерь топлива из пробоин, защитой экипажа и наиболее важных агрегатов и систем ЛА.
К жизненно важным агрегатам (ЖВА) и системам аппарата относятся: топливная система, система управления, силовая установка, прицельно-навигационный комплекс. Боевая живучесть ЛА тщательно отрабатывается в мирное время, а проявляется только при ведении боевых действий. Она же в силу разного рода обстоятельств часто приносится в жертву летным характеристикам ЛА и его полезной нагрузке.
В советских/российских источниках термин «Боевая живучесть самолёта» впервые встречается в работе Н.И. Шаурова — начальника отдела НИИ ВВС КА — в 1939 году. Однако в советском самолётостроении вплоть до второй половины 1940-х годов его содержание фактически сводилось к защите пилота (экипажа) от огня авиационных пулемётов бронированием и к протектированию топливных баков.
| Тип самолета                             | Истребитель                      | Истребитель-бомбардировщик | Штурмовик | Бомбардировщик |
| ---------------------------------------- | -------------------------------- | -------------------------- | --------- | -------------- |
| Масса брони, % нормальной взлетной массы | 1-2 (поршневые) 3-4 (реактивные) | 3-5                        | 10-15     | 1,5-2,0        |

- В настоящее время указанные значения ориентировочно относятся к общим массовым затратам на реализацию мероприятий по обеспечения БЖ ЛА

Боевая живучесть рассматривается в непосредственной связи с типом и характеристиками действующего на летательный аппарат поражающего средства. БЖ характеризуется уязвимой площадью при попадания боеприпаса контактного действия и вероятностью непоражения ЛА в зоне действия боеприпаса с неконтактным взрывателем. Боевая живучесть применительно к боеприпасу контактного действия определяется, в первую очередь, его калибром.

## История

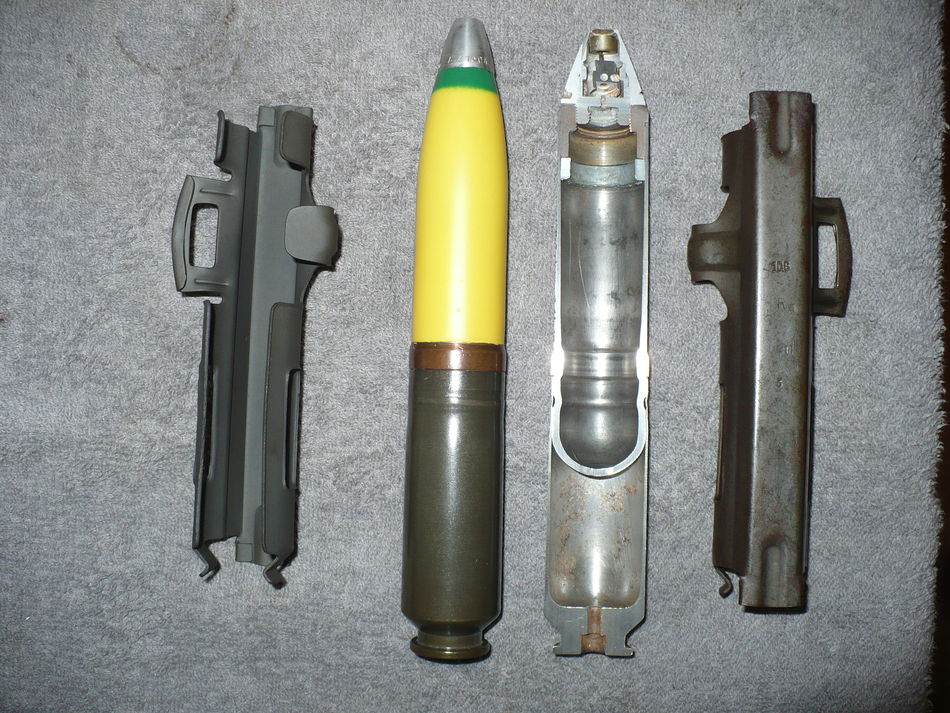
Германский 30-мм патрон и звенья к пушке MK 108. Показан в разрезе патрон с тонкостенным фугасным снарядом повышенного наполнения, тип «М». Масса снаряжения (HA-41) 85 г достаточна для выведения из строя одноместного цельнометаллического истребителя при единичном попадании.

В период Второй мировой войны боевая живучесть отечественных[каких?] самолётов (истребителей, штурмовиков и бомбардировщиков) обеспечивалась и была решена применительно к бронебойным пулям оружия калибров 7,62 — 7,92 мм. Использование противником иных калибров вооружения (соответственно боеприпасов увеличенного могущества) вполне может сделать реализованный на ЛА комплекс защитных мероприятий несостоятельным, что и наблюдалось неоднократно на практике.
Как показал опыт боевых действий и полигонные испытания, бронекорпус Ил-2 не обеспечивал защиты от поражающего действия 20-мм фугасных снарядов немецких авиационных пушек, так и от крупнокалиберных 15-мм немецких пулеметов. Для вывода штурмовика из строя было достаточно: одного попадания 20-мм фугасного снаряда в любую часть мотора (размеры пробоин в бронекапоте достигали 160 мм в диаметре); одного попадания снаряда в передний или задний бензобак; одного попадания в верхнюю часть бронекабины, размеры пробоин при этом достигали 80-170 мм.
Появление на советско-германском фронте 20-мм фугасного снаряда к авиапушкам MG FFM и MG 151/20 резко изменило ситуацию и впервые поставило вопрос о живучести конструкции самолёта. Самолёты истребители деревянной и смешанной конструкции при поражении 20-мм фугасным снарядом не обладали конструктивной живучестью, происходила потеря несущей способности и полное разрушение пораженных элементов, и как результат, необходимое число попаданий по одноместному истребителю не превышало одно — два. Иными словами, при попадании фугасного снаряда в киль или плоскость, самолет лишался этих элементов. Следствие — немедленное прекращение управляемого полета.
Германские ВВС, приняв в 1940 году на снабжение новый тип боеприпаса — 20-мм фугасный снаряд «M» (нем. Minengeschoss), позднее и 30-мм снаряд «M», и убедившись на практике в их эффективности, к 1944 году разработали комплекс мер по повышению живучести конструкции самолетов к этому виду воздействия. Было предложено заполнять отсеки ограниченного объёма, наиболее подверженные разрушению фугасным действием, новым на тот момент материалом — пенопластом Ипорка (нем. Iporka) с массовой плотностью 13 кг/м³, полученным компанией I. G. Farbenindustrie.
Требования к защите самолетов от снарядов 20-мм пушки были выставлены ВВС уже после войны, в 1946 году, и реализовывались на следующем поколении реактивных штурмовиков и бомбардировщиков, в частности на Ил-28 и Ил-40.
В СССР научно-практическое направление «Боевая живучесть летательных аппаратов» как самостоятельная и целостная дисциплина оформилась во второй половине 1960-х годов.

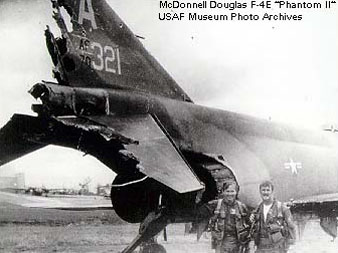
Боевые повреждения хвостового оперения самолета F-4E 366-го тактического истребительного авиакрыла огнём малокалиберной зенитной артиллерии и авиационной ракетой «воздух-воздух». Выведены из строя обе гидросистемы, сорван руль, разрушены: контейнер тормозного парашюта и половина задней кромки стабилизатора, самолет вернулся на базу.

В настоящее время[какое?] живучесть конструкции ЛА обеспечивается применением статически неопределимых силовых схем фюзеляжа, крыльев и т. д., специальным исполнением элементов силового набора и обшивки, а также применением более стойких (живучих) при повреждениях конструкционных материалов.

## Требования к ЛА по обеспечению боевой живучести

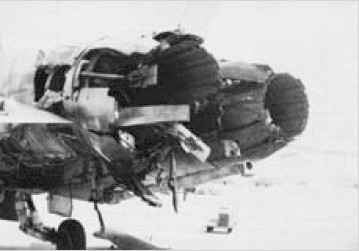
Результат попадания ракеты ПЗРК «Стрела-2» в регулируемое сопло левого двигателя F/A-18 и подрыва в жаровой трубе осколочно-фугасной БЧ массой 1,15 кг. Самолет вернулся на базу.

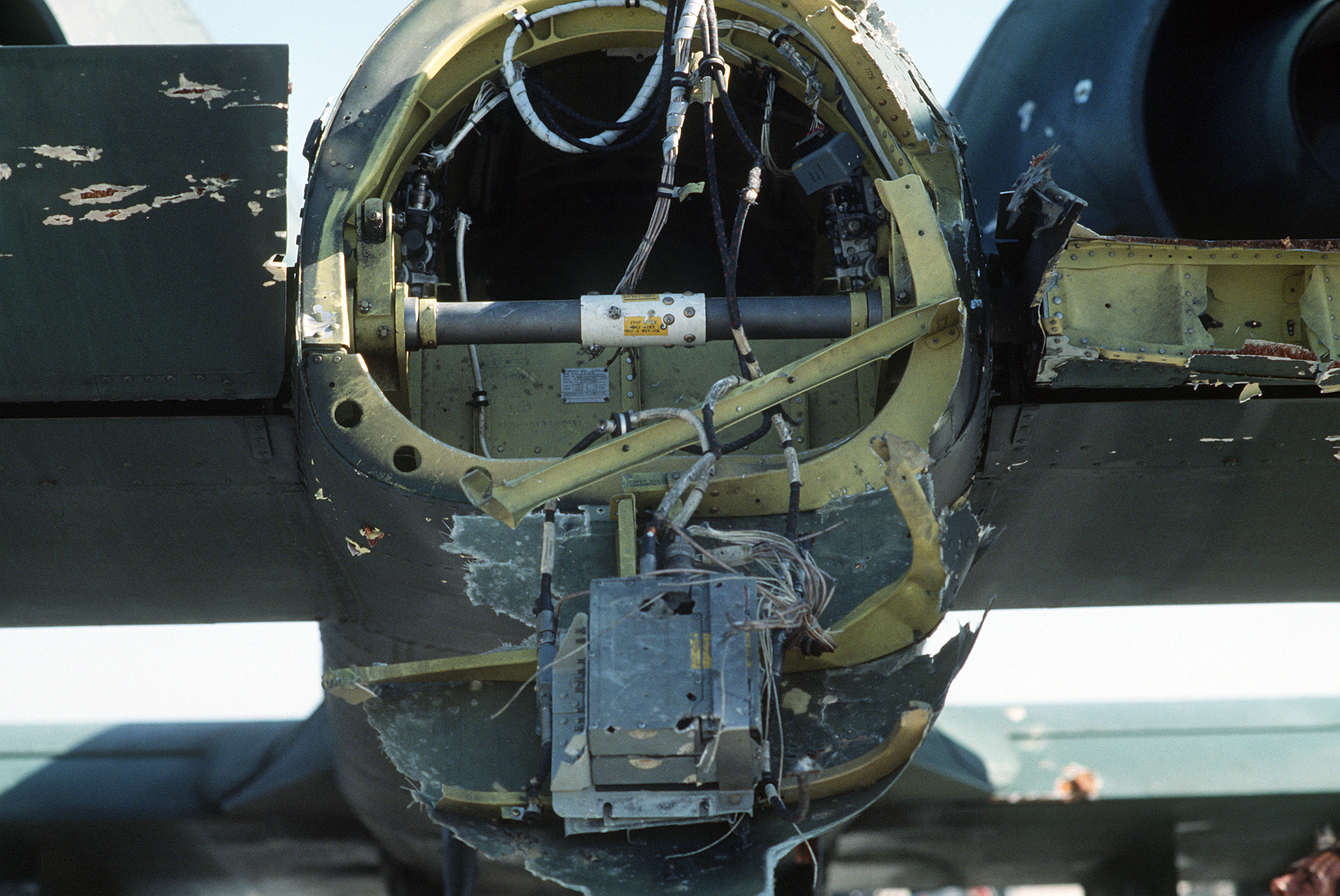
Сильные разрушения хвостовой части штурмовика A-10A в результате неконтактного подрыва боевой части ракеты ПЗРК «Игла-1» в районе хвостового оперения. Повреждения рулей стабилизатора, правый руль разрушен. Следы осколочных поражений на гондоле правого двигателя и правой консоли крыла. Самолёт восстановлен. «Война в заливе», 1991.

В число основных требований по боевой живучести ЛА, как правило, входят:
- необходимость наличия двухдвигательной силовой установки, в особенности для самолетов-штурмовиков и боевых вертолетов;
- способность системы управления нормально функционировать после попадания в её отдельные элементы пуль калибра 7,62 и 12,7 мм, а топливной системы ЛА — выдерживать попадания осколков, 12,7-мм пуль и малокалиберных, калибром 20…23-мм осколочно-фугасных зажигательных снарядов;
- необходимость протектирования стенок топливных емкостей;
- необходимость бронезащиты экипажа ЛА.

Согласно Главе 10 Свода законов США в рамках программ создания образцов вооружения и военной техники должны осуществляться реалистичные испытания системы в целом на боевую живучесть.
Закон требует проведения натурных испытаний обстрелом тем боеприпасом, применение которого по создаваемой системе оружия реально в боевой обстановке. Натурные испытания проводятся по системе, полностью снаряженной топливом, рабочими жидкостями и боеприпасами. В частности по указанной схеме проведены испытания многоцелевых самолетов-истребителей F/A-18 и F-22.

## Боевая живучесть других типов летательных аппаратов
В ракетной технике, в частности, при преодолении крылатыми (КР) и противокорабельными (ПКР) ракетами средств обороны объекта, говорят[кто?] об их боевой устойчивости. Боевая устойчивость обеспечивается малыми высотами полёта, сложными траекториями полёта, минимальной отражающей поверхностью конструкции изделия.